# 그랴조베츠
그랴조베츠(러시아어: Гря́зовец)는 볼로그다 주 그랴조베츠키 군에 속한 도시이다.
인구는 1만600명 (2001년)이다.
남쪽으로 47km지점에 볼로그다가 위치해 있다.